# Cesare di Napoli
Pour l’article homonyme, voir Di Napoli.
Cesare di Napoli  (né à Naples) est un peintre italien de la Renaissance qui a été actif à Messine au XVIe siècle.

## Biographie
Cesare di Napoli fut élève de Deodato Guinaccia.

## Sources
- x